# 985
Năm 985 là một năm trong lịch Julius.